# VdB 31
vdB 31 est une nébuleuse par réflexion, visible dans la constellation du Cocher.
Elle est située à l'extrémité sud-ouest de la constellation, à la frontière avec le Taureau. Elle est identifiable à environ 2,5 degrés au sud de l'étoile ι Aurigae, clairement visible à l'œil nu avec sa magnitude de 2,7 et formant l'un des sommets du pentagone du Cocher. La nébuleuse est bien mise en valeur sur les photographies astronomiques et semble entourer une étoile Ae/Be de Herbig de septième magnitude, AB Aurigae. Dans la région nord-ouest, des nébuleuses obscures s'étendent sur quelques dizaines de minutes d'arc, cataloguées LDN 1517 et LDN 1519 (également appelées B26/27/28), qui masquent la lumière des étoiles provenant des régions situées derrière le complexe nébuleux.
AB Aurigae est une étoile bien connue et intensément étudiée en raison de son disque protoplanétaire à la structure particulièrement complexe, apparemment organisé en forme de spirale avec deux bras de rayons supérieurs à 230 et 330 UA respectivement. La distance de l'étoile, et donc aussi de la structure nébuleuse associée, est d'environ 144 pc (∼470 al), une distance similaire à celle des régions les plus proches du complexe de nuages sombres du Taureau.